# Мендеш, Убулан
Убурлан Мендеш (порт. Houboulang Mendes; род. 4 мая 1998, Куркурон) — бисау-гвинейский футболист, защитник нидерландского клуба «Фортуна» и сборной Гвинеи-Бисау.

## Клубная карьера
Мендеш — воспитанник французского клуба «Лаваль». В 2015 году игрок дебютировал за дублирующий состав. 19 мая 2017 года в матче против «Нима» он дебютировал в Лиге 2. Летом 2018 года Убурлан перешёл в «Лорьян», подписав контракт на четыре года. 6 августа в матче против «Шатору» он дебютировал за новую команду.
Летом 2022 года Мендеш подписал контракт с испанской «Альмерией», подписав контракт на четыре года. 27 августа в матче против «Севильи» он дебютировал в Ла Лиге.
8 августа 2025 года на правах свободного агента перешёл в нидерландский клуб «Фортуна», подписав трёхлетний контракт до середины 2028 года.

## Международная карьера
17 ноября 2023 года в отборочном матче Кубка Африки 2023 против сборной Сьерра-Леоне Мендеш дебютировал за сборную Гвинеи-Бисау. В 2024 году Убурлан принял участие в Кубке Африки 2023 в Кот-д’Ивуаре. На турнире он сыграл в матче против сборной Нигерии.